# Mica (Cluj)
Mica é uma comuna romena localizada no distrito de Cluj, na região histórica da Transilvânia. A comuna possui uma área de 64.42 km² e sua população era de 3841 habitantes segundo o censo de 2007.